# Mido (годинники)
Mido — марка швейцарських годинників, що належить Swatch Group. Розташована у містечку Ле-Локль, кантон Невшатель, Швейцарія.

## Історія
Компанія Mido була заснована в 1918 році Джорджем Г. Шереном у місті Бьєн, Швейцарія. Назва «Mido» походить від фрази ісп. "Yo mido", що означає ісп. "я вимірюю". У 1920-х роках компанія Mido представила жіночі годинники з кольоровими емальованими корпусами та новим на той час ремінцями, а також годинники для джентльменів у стилі ар деко. Компанія знайшла попит на автомобільному ринку, що якраз процвітав, випустивши годинники у колаборації з такими брендами, як Buick, Bugatti, Fiat, Ford, Excelsior, Hispano-Suiza тощо.
У 1934 році компанія Mido випустила дизайн Multifort, перший Mido, який використовував механізм з автозаведенням. Ця модель була ударостійкою, антимагнітною та водостійкою. У тому ж році були випущені годинники з незламними ходовими пружинами. Це також був перший випадок використання цього типу пружини на ринку. У цей період компанія використовувала «Робота» як символ прогресу та міцності. Існував комікс, що розповідав про робота Mido та його пригоди.
У 1945 році компанія Mido стала першим виробником, що представив хронограф, у якому всі стрілки секундоміра були розташовані в центрі. У 1954 році фірма запустила найефективніший у світі механізм накручування.
У 1959 році Mido випустила модель Commander, в якій використовувався цілісний корпус. У 1967 році Mido був визнаний виробником найтонших жіночих годинників у світі.
У 1970 році компанія Mido розробила та почала використовувати технологію Aquadura Crown Sealing, для якої використовується повністю натуральний корок, що обробляється і формується, щоб забезпечити водонепроникні якості годинника. Ця технологія використовується для герметизації заводної головки — найбільш вразливого місця на годиннику для просочення води.
У 90-х роках була випущена модель Mido World Timer. Цей годинник мав практичний дисплей, який може показувати місцевий час у будь-якій точці планети. Користувач повинен перевести повзунок з назвою потрібного міста в позицію 12-ї години і натиснути заводну головку, щоб побачити місцевий час.
Компанія Mido визнана однією з 10 найкращих виробників сертифікованих хронометрів. Завдяки 61 358 автоматичним механізмам, випущеним у 2013 році, Mido зараз займає четверте місце у виробництві хронометрів у швейцарській годинниковій промисловості.

## Сьогодні
Сьогодні Mido є частиною Swatch Group зі штаб-квартирою в Ле-Локлі, Швейцарія. Також компанія має філію в Шанхаї, Китай.